# Making Contact
Making Contact — одиннадцатый студийный альбом британской рок-группы UFO, выпущенный в 1983 году.

## Об альбоме
После окончания тура в поддержку предыдущего альбома группы Mechanix, басист Пит Уэй покинул UFO, чтобы присоединится к группе Fastway, созданной бывшим гитаристом Motörhead Эдди Кларком. На альбоме Making Contact партии бас-гитары сыграли Пол Чэпмен и Нил Картер.
После окончания тура в поддержку альбома группа распалась.

## Список композиций
| №                   | Название                          | Автор(ы)             | Длительность |
| ------------------- | --------------------------------- | -------------------- | ------------ |
| 1.                  | «Blinded by a Lie»                | Фил Могг, Нил Картер | 3:58         |
| 2.                  | «Diesel in the Dust»              | Могг, Картер         | 4:29         |
| 3.                  | «A Fool for Love»                 | Могг, Картер         | 3:57         |
| 4.                  | «You and Me»                      | Могг, Картер         | 3:20         |
| 5.                  | «When It's Time to Rock»          | Могг, Пол Чэпмен     | 5:26         |
| 6.                  | «The The Way the Wild Wind Blows» | Могг, Картер, Чэпмен | 4:14         |
| 7.                  | «Call My Name»                    | Могг, Картер         | 3:14         |
| 8.                  | «All Over You»                    | Могг, Картер         | 4:24         |
| 9.                  | «No Getaway»                      | Могг, Картер, Чэпмен | 3:32         |
| 10.                 | «Push, It's Love»                 | Могг, Картер         | 3:16         |
| Общая длительность: | Общая длительность:               | Общая длительность:  | 39:50        |

| №                   | Название                                             | Автор(ы)            | Длительность |
| ------------------- | ---------------------------------------------------- | ------------------- | ------------ |
| 11.                 | «Everybody Knows» (би-сайд «When It's Time to Rock») | Могг, Чэпмен        | 3:36         |
| 12.                 | «When It's Time to Rock» (концертная версия)         |                     | 5:48         |
| 13.                 | «Blinded by a Lie» (концертная версия)               |                     | 3:48         |
| Общая длительность: | Общая длительность:                                  | Общая длительность: | 53:02        |

## Участники записи
- Фил Могг — вокал
- Пол Чэпмен — гитара, бас-гитара
- Нил Картер — гитара, клавишные, бас-гитара, бэк-вокал,
- Энди Паркер — ударные
- Мик Глоссоп — продюсер

## Позиция в чартах
Альбом
| Год  | Страна         | Чарт              | Позиция |
| ---- | -------------- | ----------------- | ------- |
| 1983 | Великобритания | UK Albums Chart   | 32      |
| 1983 | США            | The Billboard 200 | 153     |
| 1983 | Швеция         | Sverigetopplistan | 35      |

Сингл
| Год  | Страна         | Название                 | Чарт             | Позиция |
| ---- | -------------- | ------------------------ | ---------------- | ------- |
| 1983 | Великобритания | «When It's Time to Rock» | UK Singles Chart | 70      |